# Levantamento de peso nos Jogos Sul-Americanos de 2010
As competições de levantamento de peso nos Jogos Sul-Americanos de 2010 ocorreram entre 26 e 29 de março na Plaza Mayor, em Medellín. Quinze eventos foram disputados.

## Calendário
| Março                | 17 | 18 | 19 | 20 | 21 | 22 | 23 | 24 | 25 | 26 | 27 | 28 | 29 | 30 | T  |
| -------------------- | -- | -- | -- | -- | -- | -- | -- | -- | -- | -- | -- | -- | -- | -- | -- |
| Levantamento de peso |    |    |    |    |    |    |    |    |    | 4  | 3  | 3  | 5  |    | 15 |

## Medalhistas
Masculino
| Evento  | Ouro                                           | Prata                                          | Bronze                                             |
| –56 kg  | Sergio Rada COL Colômbia 110+142=252 kg        | Jhon Fuentes VEN Venezuela 113+137=250 kg      | Nenhuma                                            |
| –62 kg  | Diego Salazar COL Colômbia 130+165=295 kg      | Jesús López VEN Venezuela 127+165=292 kg       | Edison Reina ECU Equador 120+142=262 kg            |
| –69 kg  | Israel José Rubio VEN Venezuela 140+171=311 kg | Doiler Sánchez COL Colômbia 135+165=300 kg     | Enrique Valencia ECU Equador 135+163=298 kg        |
| –77 kg  | Yoni Andica COL Colômbia 146+185=331 kg        | José Ocando VEN Venezuela 146+185 kg           | Freddy Tenorio ECU Equador 145+175=320 kg          |
| –85 kg  | Herbys Márquez COL Colômbia 152+197=349 kg     | Héctor Ballesteros COL Colômbia 155+193=348 kg | Julio César Idrovo ECU Equador 150+171=321 kg      |
| –94 kg  | Wilmer Torres COL Colômbia 160+200=360 kg      | Leomar Albarrán VEN Venezuela 150+196=346 kg   | José Barros ARG Argentina 139+172=311 kg           |
| –105 kg | Jorge Arroyo ECU Equador 175+200=375 kg        | Julio Luna VEN Venezuela 165+206=371 kg        | Leonel Albarrán VEN Venezuela 157+203=360 kg       |
| +105 kg | Julio César Arteaga ECU Equador 167+210=377 kg | Fernando Reis BRA Brasil 160+206=366 kg        | Luis Carlos Santamaría COL Colômbia 165+200=365 kg |

Feminino
| Evento | Ouro                                         | Prata                                          | Bronze                                      |
| –48 kg | Betsi Rivas VEN Venezuela 70+93=163 kg       | María José Vasquez ECU Equador 65+83=148 kg    | Aline Campeiro BRA Brasil 65+80=145 kg      |
| –53 kg | Inmara Henríquez VEN Venezuela 81+101=182 kg | Rusmery Villar COL Colômbia 81+100=181 kg      | Alexandra Andagoya ECU Equador 72+90=162 kg |
| –58 kg | María Escobar ECU Equador 98+122=220 kg      | Jaquelina Heredia COL Colômbia 97+122=219 kg   | Lina Rivas COL Colômbia 92+110=202 kg       |
| –63 kg | Nisida Palomeque COL Colômbia 102+129=231 kg | Mercedes Pérez COL Colômbia 101+126=227 kg     | Iriner Jiménez VEN Venezuela 93+122=215 kg  |
| –69 kg | Leidy Solís COL Colômbia 110+138=248 kg      | Jaqueline Ferreira BRA Brasil 90+110=200 kg    | Belén Martínez ARG Argentina 82+111=193 kg  |
| –75 kg | Ubaldina Valoyes COL Colômbia 105+125=230 kg | Yarvanis Herrera VEN Venezuela 103+120=223 kg  | María Álvarez VEN Venezuela 101+117=218 kg  |
| +75 kg | Oliba Nieve ECU Equador 110+140=250 kg       | Janiuska Espinoza VEN Venezuela 106+134=240 kg | Elizabeth Cortez CHI Chile 90+115=205 kg    |

## Quadro de medalhas
| Ordem | País      | Medalha de ouro | Medalha de prata | Medalha de bronze | Total |
| ----- | --------- | --------------- | ---------------- | ----------------- | ----- |
| 1     | Colômbia  | 8               | 4                | 2                 | 14    |
| 2     | Equador   | 4               | 1                | 5                 | 10    |
| 3     | Venezuela | 3               | 8                | 3                 | 14    |
| 4     | Brasil    |                 | 2                | 1                 | 3     |
| 5     | Argentina |                 |                  | 2                 | 2     |
| 6     | Chile     |                 |                  | 1                 | 1     |
| TOTAL | TOTAL     | 15              | 15               | 14                | 44    |